# Liste des édifices religieux de Pau
 (juillet 2024).
La mise en forme du texte ne suit pas les recommandations de Wikipédia : il faut le « wikifier ».
Les points d'amélioration suivants sont les cas les plus fréquents. Le détail des points à revoir est peut-être précisé sur la page de discussion.
- Les titres sont pré-formatés par le logiciel. Ils ne sont ni en capitales, ni en gras.
- Le texte ne doit pas être écrit en capitales (les noms de famille non plus), ni en gras, ni en italique, ni en « petit »…
- Le gras n'est utilisé que pour surligner le titre de l'article dans l'introduction, une seule fois.
- L'italique est rarement utilisé : mots en langue étrangère, titres d'œuvres, noms de bateaux, etc.
- Les citations ne sont pas en italique mais en corps de texte normal. Elles sont entourées par des guillemets français : « et ».
- Les listes à puces sont à éviter, des paragraphes rédigés étant largement préférés. Les tableaux sont à réserver à la présentation de données structurées (résultats, etc.).
- Les appels de note de bas de page (petits chiffres en exposant, introduits par l'outil «  Source ») sont à placer entre la fin de phrase et le point final[comme ça].
- Les liens internes (vers d'autres articles de Wikipédia) sont à choisir avec parcimonie. Créez des liens vers des articles approfondissant le sujet. Les termes génériques sans rapport avec le sujet sont à éviter, ainsi que les répétitions de liens vers un même terme.
- Les liens externes sont à placer uniquement dans une section « Liens externes », à la fin de l'article. Ces liens sont à choisir avec parcimonie suivant les règles définies. Si un lien sert de source à l'article, son insertion dans le texte est à faire par les notes de bas de page.
- La présentation des références doit suivre les conventions bibliographiques. Il est recommandé d'utiliser les modèles {{Ouvrage}}, {{Chapitre}}, {{Article}}, {{Lien web}} et/ou {{Bibliographie}}. Le mode d'édition visuel peut mettre en forme automatiquement les références.
- Insérer une infobox (cadre d'informations à droite) n'est pas obligatoire pour parachever la mise en page.

Pour une aide détaillée, merci de consulter Aide:Wikification.
Si vous pensez que ces points ont été résolus, vous pouvez retirer ce bandeau et améliorer la mise en forme d'un autre article.
Bien que de tradition catholique depuis ses origines[Quoi ?], Pau présente aujourd'hui une grande diversité de lieux de culte. Le présent article liste les lieux de cultes présents dans la ville.

## Lieux de culte catholique
- église Notre-Dame, boulevard d'Alsace Lorraine ;
- église Notre-Dame du Bout-du-Pont, avenue du Général Dauture ;
- église Sainte-Bernadette[1], boulevard du Corps Franc Pommies ;
- église Sainte-Thérèse[2], avenue Trespoey ;
- église Saint-Charles, avenue Fouchet ;
- église Saint-Jacques, place de la Libération ;
- église Saint-Jean-Baptiste, boulevard de la Paix ;
- église Saint-Joseph, avenue de l'église Saint-Joseph ;
- église Saint-Louis-de-Gonzague, place Saint-Louis-de-Gonzague ;
- église Saint-Martin, rue Henri IV ;
- église Saint-Paul, boulevard de la Paix ;
- église Saint-Pierre, rue Lavoisier ;
- église Saint-Vincent-de-Paul, boulevard Tourasse ;
- église Saint-Maurice, rue Jean Jaurès ;
- ancienne église, rue de l'Édit de Nantes.

De nombreuses chapelles dont :
- chapelle du couvent des Réparatrices, rue des Réparatrices ;
- chapelle Saint-Maur, boulevard d'Alsace Lorraine (collège Saint-Maur) ;
- chapelle Saint-Michel, avenue Trespoey (maison Saint-Michel des frères de Betharram) ;
- chapelle de l'Immaculée Conception, rue Cazalis (collège) ;
- chapelle de l'hôpital Saint-Luc, avenue des Lauriers ;
- chapelle collège Sainte-Ursule, avenue Trespoey ;
- chapelle, place Marguerite Laborde ;
- chapelle de l'Immaculée Conception, rue Montpensier ;
- chapelle, rue Pasteur ;
- chapelle catholique apostolique gallicane Sainte-Rita, impasse Messin.

## Lieux de culte protestant
- Église réformée de Pau, rue Serviez[3].
- Église protestante évangélique libre de Pau, rue Gutenberg[4].
- Église protestante évangélique, boulevard de la Paix[5].
- Réunions chrétienne évangélique, rue Ségure[6].
- Église évangélique missionnaire Gloire à Dieu, rue Montpensier[7].
- Église Evangelique Shalom, Rue Emile Garet.
- Église Le Phare, Chemin du Pont Long à Lons - Assemblée de Dieu[8]
- Église anglicane Saint-Andrew de Pau, rue O' Quin[9]
- Église adventiste du septième jour, avenue des Lauriers.

## Lieux de culte orthodoxes
- Église orthodoxe Saint-Alexandre-Nevsky, rue Jean Réveil.
- Église orthodoxe, rue Carrère.
- Chapelle Saint-Georgis des syriaques orthodoxes, Avenue Fouchet.

## Lieux de culte juif
- Synagogue de Pau, rue des Trois Frères Bernadac.
- Ancien cimetière, avenue de Buros.

## Lieux de culte musulman
- Mosquée, avenue des Lilas.

## Lieu de culte des Témoins de Jéhovah
- Salle du royaume des témoins de Jéhovah, avenue d'Ossau.

## Lieu de culte des Mormons
- Église de Jésus-Christ des saints des derniers jours, rue Didier Daurat.

## Lieu de culte scientiste
- Église du Christ, scientiste Science chrétienne, 17 rue Montpensier.